# Sankt Urban
Sankt Urban osztrák község Karintia Feldkircheni járásában. 2016 januárjában 1557 lakosa volt. 

## Elhelyezkedése

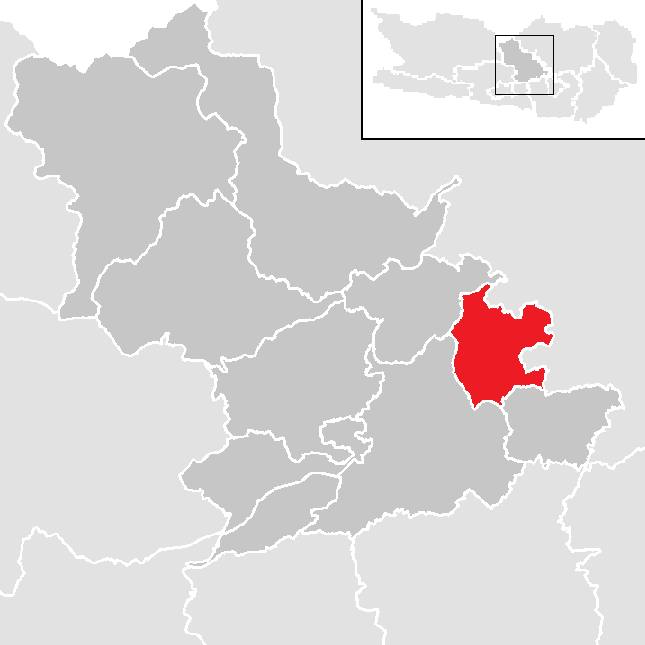
Sankt Urban a Feldkirchenii járásban

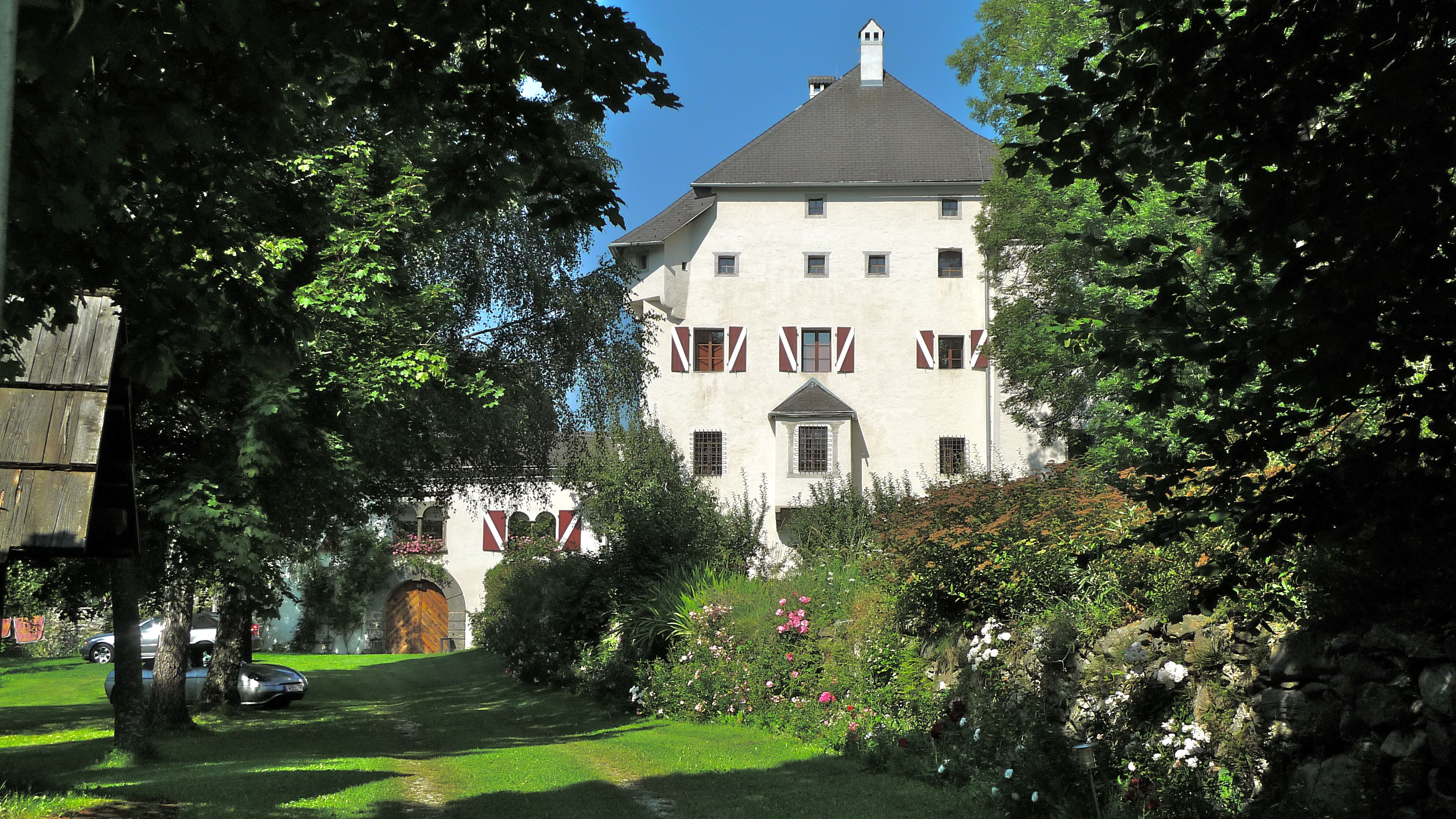
A Bach-kastély

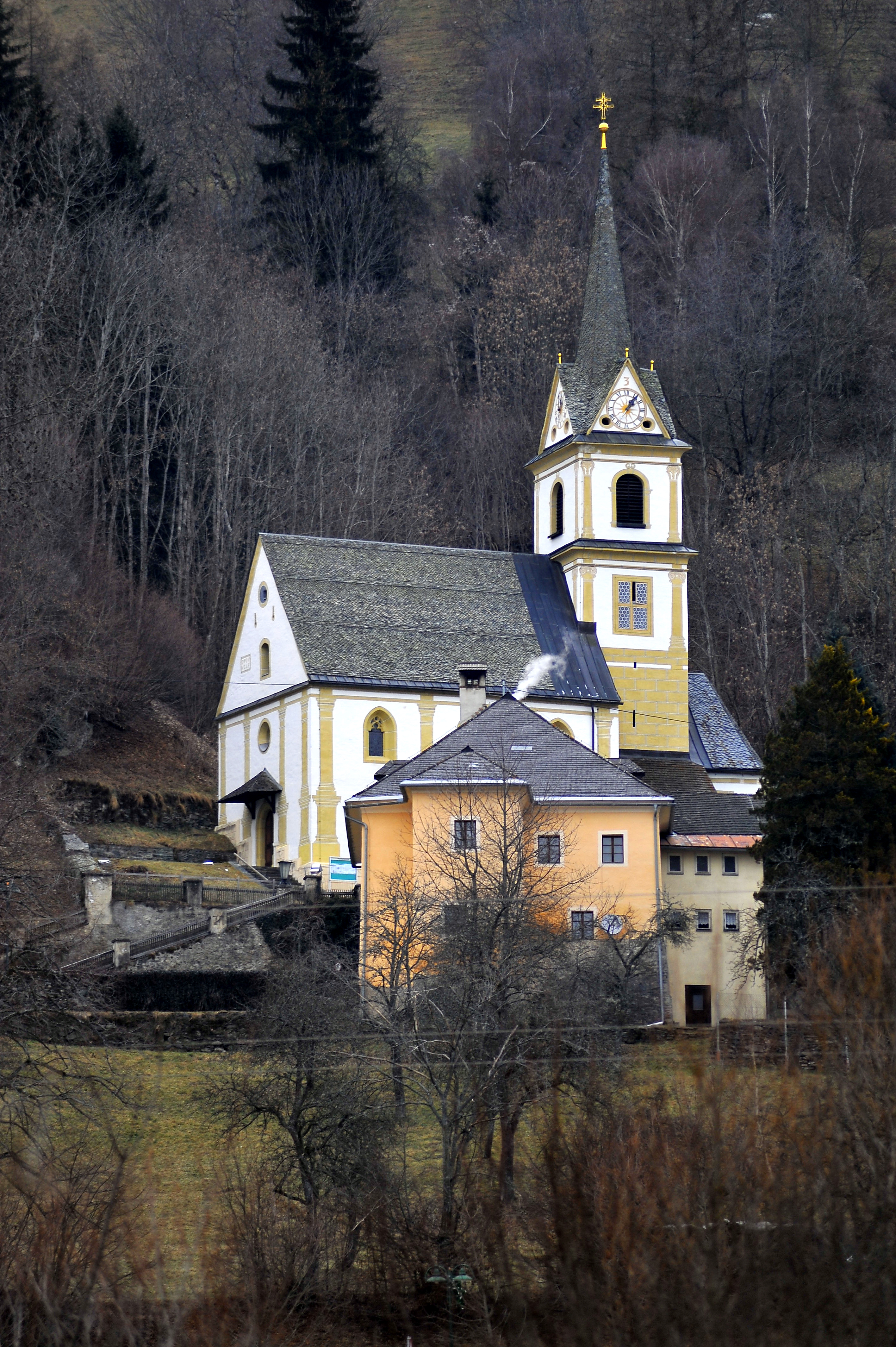
A Szt. Orbán-templom

Sankt Urban Karintia középső részén fekszik, a Gurktali-Alpokban. Legnagyobb állóvize a 9 hektáros, 3 m mély Sankt Urban-i tó. Legmagasabb pontja 1338 m (Hocheck), a legalacsonyabb 520 m. Az önkormányzat öt katasztrális községben 28 falut és egyéb települést fog össze.
A környező települések: délkeletre Glanegg, délnyugatra Feldkirchen in Kärnten, északnyugatra Steuerberg, északkeletre Frauenstein, keletre Liebenfels.

## Története
Sankt Urban területe már a bronzkorban is lakott volt. A Brockenwand egyik barlangjában i. sz. 250 körülire datált Mithrász-szentélyt találtak; állandó település nyomaira azonban a régészek nem bukkantak. 
A templom első említése 1164-ből származik, 1169 óta pedig Sankt Urban különálló egyházközség. A lakosság többsége az ossiachi apátság szolganépe közül került ki. 
A 15. század végén török portyázók pusztították el a települést. A 16. és 17. században a Gößebergen réz- és aranyércet bányásztak. 
Az önkormányzat 1849/50-ben alapult meg, azóta területe egy 1973-as kisebb korrekciót kivéve alapvetően nem változott.

## Lakosság
A Sankt Urban-i önkormányzat területén 2016 januárjában 1557 fő élt, ami növekedést jelent 2001-es 1440 lakoshoz képest. Akkor a helybeliek 96%-a volt osztrák, 1,6% pedig német állampolgár. 90,8%-uk katolikusnak, 4,4% evangélikusnak, 2,6% pedig felekezeten kívülinek vallotta magát.

## Látnivalók
- a barokk-késő gótikus Szt. Orbán-plébániatemplomot először 1164-ben említik; a 16. elején században kibővítették, 1957-ben restaurálták. Szentélye a 14. századból való.
- a 16. századi, reneszánsz stílusú Bach-kastély
- Hafnerburg várának romjai
- római kori Mithrász-szentély a Brockenwand oldalából nyíló barlangban, a tó fölött.

## Fordítás
- Ez a szócikk részben vagy egészben  a   Sankt Urban (Kärnten) című német Wikipédia-szócikk ezen változatának fordításán alapul.  Az eredeti cikk szerkesztőit annak laptörténete sorolja fel. Ez a jelzés csupán a megfogalmazás eredetét és a szerzői jogokat jelzi, nem szolgál a cikkben szereplő információk forrásmegjelöléseként.